# Matthias Struck
Matthias Struck (* 15. Mai 1982 in Paderborn) ist ein deutscher Handballspieler und Handballtrainer.
Struck, der zuletzt beim Oberligisten HSG Augustdorf/Hövelhof spielte, wird meist auf Rechtsaußen eingesetzt, er kann aber auch im rechten Rückraum auflaufen.
Matthias Struck spielte für den VfL Schlangen und die HSG Herrentrup-Blomberg, bevor er in die Jugendabteilung des TBV Lemgo kam. Dort debütierte er auch in der ersten Handball-Bundesliga. 2002 wurde er formal an den benachbarten Zweitligisten HSG Augustdorf/Hövelhof abgegeben, erhielt aber ein Doppelspielrecht und lief noch einige Male für den TBV auf, der 2003 die deutsche Meisterschaft gewann.
2004 wechselte Struck zum Erstligisten Frisch Auf Göppingen. Hier war er zwar mangels Konkurrenz Stammspieler, zog aber nach nur einem Jahr weiter zur HSG Düsseldorf. Dort wiederum hatte er mit Frank Berblinger und Alexandros Vasilakis zwei starke Spieler vor sich. Nachdem mögliche Wechsel zur SG Leutershausen oder zum VfL Pfullingen-Stuttgart aufgrund der Insolvenz beider Vereine geplatzt waren, ging Struck 2006 zum HC Empor Rostock, der gerade in die 2. Handball-Bundesliga aufgestiegen war.
Im Sommer 2008 wechselte Struck ablösefrei zur Eintracht Hildesheim. Zur Saison 2010/11 wechselte Struck zum Europapokalsieger von 2008 HSG Nordhorn-Lingen. Im März 2012 unterzeichnete Struck einen Zweijahresvertrag beim ASV Hamm-Westfalen. Nach dem Auslaufen seines Vertrags beim ASV Hamm-Westfalen unterschrieb Matthias Struck erneut einen Vertrag bei Eintracht Hildesheim über zwei Jahre. Ab dem Sommer 2015 lief er für die HSG Augustdorf/Hövelhof auf und trainierte dort zusätzlich die Amateurmannschaft. Seit 2017 ist er beim TBV Lemgo als Trainer der 2. Mannschaft sowie als Co-Trainer der 1. Mannschaft tätig.
Matthias Struck hat 34 Juniorenländerspiele für Deutschland bestritten.